# Balcarce (empresa)
Balcarce es una empresa productora de postres y otras comidas dulces de origen marplatense y gran recorrido en la República Argentina.

## Historia
En 1958, en la ciudad argentina de Mar del Plata, la familia Dondero crea la empresa Dondero Hermanos y Cia, produciendo diversos postres, entre ellos, el renombrado Postre Balcarce. La empresa elaboradora se construye a partir de la compra del postre y su marca a una empresa de la ciudad de Balcarce (Confitería París, de Guillermo Talou). Con el transcurso del tiempo, la empresa creció y pronto sumó a sus productos el alfajor, una golosina de origen árabe muy apreciada y común en la Argentina, siendo los más conocidos los producidos en la Costa Atlántica (región de playas y ciudades desde la Bahía de Samborombón  hasta aproximadamente la desembocadura del Río Negro), en donde se encuentra Mar del Plata. 
Balcarce alcanzó un gran reconocimiento entre el público en general, compitiendo en un mercado atomizado por empresas de alfajores artesanales e industriales, y teniendo entre sus principales competidores la marca Havanna.
Su logo, un lobo marino impreso en la gama cromática del naranja, hace referencia a la estatua del lobo marino instalada en la Playa Bristol, icono de la ciudad, y a dicho animal, que por su abundancia es  emblema de Mar del Plata.
Balcarce se ha caracterizado por la elaboración de postres artesanales, utilizando la conocida técnica del "marcado a fuego". A través de la misma se imprime  sobre sus postres el nombre de la empresa con un metal candente.

## La empresa
En 1997 la empresa conocida hasta entonces como Postres y alfajores Balcarce entró en concurso de acreedores y en noviembre de 2001 fue a la QUIEBRA. No obstante se le permitió seguir funcionando hasta que en 2002, el empresario Mario Sanábria y su familia comienzan a ser sus dueños, adquiere los bienes de la empresa y adecuan su objeto y razón social denominándose Postres Balcarce S.A..
Hoy la empresa opera en su planta de 9.500 metros cuadrados situada sobre Av Rivadavia en la ciudad balnearia de Mar del Plata y continúa con su elaboración artesanal, utilizando tradicionales recetas que brindan deliciosos productos alimenticios: postres, alfajores, budincitos, galletitas, pan dulces y chocolates. 
La empresa cuenta con 45 sucursales – entre locales propios y franquicias- distribuidos en todo el país y ha desarrollado un novedoso concepto en cafetería Café Balcarce
Su experiencia de más de 50 años en el mercado junto a sus tradicionales productos  y recetas,  han logrado un  importante reconocimiento marcario nacional e internacional.